# Osram
OSRAM Licht AG (произн. О̀срам лихт) е германска компания за производство на електрически осветителни тела със седалище в Мюнхен и Премщетен (Австрия). OSRAM се позиционира като високотехнологична компания в областта на фотониката, като все повече се фокусира върху сензорната технология, визуализацията и лечението със светлина. Компанията обслужва клиенти в секторите на потребителските, автомобилните, здравните и индустриалните технологии. Оперативното дружество на OSRAM е OSRAM GmbH.
Osram е създадена през 1919 г. чрез сливането на предприятията за производство на осветителни тела на Auergesellschaft, Siemens & Halske и Allgemeine Elektrizitäts-Gesellschaft (AEG). От 1978 г. до 2013 г. Osram е изцяло притежавано дъщерно дружество на Siemens AG. На 5 юли 2013 г. Osram е отделена от Siemens, а листването на акциите ѝ започва на Франкфуртската фондова борса на 8 юли 2013 г. Бизнесът на Osram с конвенционални светлинни източници е отделен през 2016 г. под името Ledvance и продаден на китайски консорциум.
След наддаване с Bain Capital Osram е придобита от австрийската компания AMS през юли 2020 г. Оттогава компанията работи под името AMS Osram.
Името произлиза от осмий и волфрам. И двата елемента са често използвани за нишките в лампите с нажежаема жичка по времето, когато е основана компанията.

## Дейност
Osram е мултинационална корпорация със седалище в Мюнхен, с около 34 000 служители по целия свят. Osram развива дейност в над 120 държави.
През 2016 година открива фабрика за производство на светодиодни компоненти в България (в Труд, Пловдивско), но през 2021 година я продава на американската компания „Санмина Корпорейшън“, а през 2023 година предприятието фалира.
През фискалната 2019 г. бизнес моделът на Osram е оперативно приложен в три бизнес единици на компанията: Opto Semiconductors, Automotive и Digital.